# Polska na Światowych Wojskowych Igrzyskach Sportowych 2015
Polska na Światowych Wojskowych Igrzyskach Sportowych 2015 – reprezentacja Polski podczas igrzysk wojskowych liczyła 125 żołnierzy.
Multidyscyplinarne zawody dla sportowców-żołnierzy odbyły się w koreańskim Mungyeongu w okresie od 2 do 11 października 2015 roku. Reprezentanci Polski wystartowali w 12 dyscyplinach, medale zdobyli w 8. Zawodnicy Polski zdobywając 42 medale (10 złote, 13 srebrne i 19 brązowe) w klasyfikacji medalowej zajęli 5 miejsce.

## Zdobyte medale
Reprezentanci Polski zdobyli ogółem 42 medale (10 złote, 13 srebrne oraz 19 brązowe).

### Mężczyźni
| Medal  | Zawodnik                                                                                       | Dyscyplina         | Konkurencja                   | Rezultat | Data            |
| ------ | ---------------------------------------------------------------------------------------------- | ------------------ | ----------------------------- | -------- | --------------- |
| Złoto  | Tomasz Polewka                                                                                 | Pływanie           | 100 m st. grzbietowym         | 54,82    | 7 października  |
| Złoto  | Robert Kubaczyk Grzegorz Zimniewicz Kamil Masztak Dariusz Kuć                                  | Lekkoatletyka      | sztafeta 4 × 100 m            | 39,35    | 8 października  |
| Złoto  | Tomasz Polewka                                                                                 | Pływanie           | 50 m st. grzbietowym          | 25,28    | 9 października  |
| Złoto  | Marcin Chabowski (2:15:37) Henryk Szost (2:17:43) Błażej Brzeziński (2:18:03)                  | Lekkoatletyka      | maraton drużynowo             | 6:51:23  | 11 października |
| Srebro | Damian Janikowski                                                                              | Zapasy             | kategoria do 85 kg            |          | 5 października  |
| Srebro | Artur Noga                                                                                     | Lekkoatletyka      | bieg na 110 m przez płotki    | 13,79    | 7 października  |
| Srebro | Piotr Małachowski                                                                              | Lekkoatletyka      | rzut dyskiem                  | 62,12    | 8 października  |
| Srebro | Jacek Śliwiński                                                                                | Pięciobój morski   | indywidualnie                 |          | 9 października  |
| Srebro | Jacek Śliwiński Maciej Janiszewski Mateusz Kierzkowski Karol Morek Mateusz Szurmiej            | Pięciobój morski   | drużynowo                     | 24 338   | 9 października  |
| Srebro | Krzysztof Mikołajczak Radosław Zawrotniak Radosław Glonek Mateusz Nycz                         | Szermierka         | szpada drużynowo              |          | 10 października |
| Srebro | Marcin Chabowski                                                                               | Lekkoatletyka      | maraton indywidualnie         | 2:15:37  | 11 października |
| Brąz   | Marcin Lewandowski                                                                             | Lekkoatletyka      | bieg na 800 m                 | 1:46,36  | 6 października  |
| Brąz   | Łukasz Banak                                                                                   | Zapasy             | kategoria do 130 kg           |          | 6 października  |
| Brąz   | Dominik Bochenek                                                                               | Lekkoatletyka      | bieg na 110 m przez płotki    | 13,84    | 7 października  |
| Brąz   | Adrian Świderski                                                                               | Lekkoatletyka      | trójskok                      | 16,55    | 7 października  |
| Brąz   | Paweł Wojciechowski                                                                            | Lekkoatletyka      | skok o tyczce                 | 5,20     | 8 października  |
| Brąz   | Karol Zaczyński                                                                                | Pływanie           | 400 m st. zmiennym            | 4:23,90  | 8 października  |
| Brąz   | Tomasz Polewka Michał Poprawa Mikołaj Machnik Kacper Klich                                     | Pływanie           | sztafeta 4 × 100 st. zmiennym | 3:41,07  | 8 października  |
| Brąz   | Wojciech Dwojak Wojciech Kowalski Michał Olejnik Bartosz Pawlak Janusz Porzycz Mateusz Wensław | Bieg na orientację | drużynowo                     |          | 10 października |
| Brąz   | Kacper Klich                                                                                   | Pływanie           | 400 m st. dowolnym            | 3:53,94  | 10 października |

### Kobiety
| Medal  | Zawodniczka                                                                                      | Dyscyplina           | Konkurencja           | Rezultat | Data            |
| ------ | ------------------------------------------------------------------------------------------------ | -------------------- | --------------------- | -------- | --------------- |
| Złoto  | Aleksandra Socha                                                                                 | Szermierka           | szabla indywidualnie  |          | 4 października  |
| Złoto  | Anna Dowgiert                                                                                    | Pływanie             | 50 m st. motylkowym   | 26,11    | 8 października  |
| Złoto  | Oktawia Nowacka                                                                                  | Pięciobój nowoczesny | indywidualnie         |          | 9 października  |
| Złoto  | Iwona Lewandowska                                                                                | Lekkoatletyka        | maraton indywidualnie | 2:31:25  | 11 października |
| Złoto  | Iwona Lewandowska (2:31:25) Monika Drybulska (2:32:20) Olga Kalendarowa-Ochal (2:37:47)          | Lekkoatletyka        | maraton drużynowo     | 7:41:32  | 11 października |
| Srebro | Kinga Kubicka Halima Mohamed-Seghir Agata Ozdoba Daria Pogorzelec Arleta Podolak Karolina Tałach | Judo                 | drużynowo             |          | 3 października  |
| Srebro | Bogna Jóźwiak                                                                                    | Szermierka           | szabla indywidualnie  |          | 4 października  |
| Srebro | Daria Pogorzelec                                                                                 | Judo                 | do 78 kg              |          | 6 października  |
| Srebro | Anna Kiełbasińska                                                                                | Lekkoatletyka        | bieg na 200 m         | 11,50    | 8 października  |
| Srebro | Anna Dowgiert                                                                                    | Pływanie             | 100 m st. motylkowym  | 1:00,13  | 10 października |
| Srebro | Agnieszka Jerzyk                                                                                 | Triathlon            | indywidualnie         |          | 10 października |
| Brąz   | Angelika Cichocka                                                                                | Lekkoatletyka        | bieg na 800 m         | 2:00,72  | 5 października  |
| Brąz   | Marika Popowicz-Drapała                                                                          | Lekkoatletyka        | bieg na 100 m         | 11,50    | 6 października  |
| Brąz   | Arleta Podolak                                                                                   | Judo                 | do 57 kg              |          | 6 października  |
| Brąz   | Karolina Tałach                                                                                  | Judo                 | do 70 kg              |          | 6 października  |
| Brąz   | Sylwia Gruchała                                                                                  | Szermierka           | floret indywidualnie  |          | 7 października  |
| Brąz   | Ewa Nelip                                                                                        | Szermierka           | szpada indywidualnie  |          | 8 października  |
| Brąz   | Sylwia Gruchała Martyna Synoradzka Katarzyna Kędziora Małgorzata Wojtkowiak                      | Szermierka           | floret drużynowo      |          | 9 października  |
| Brąz   | Ewa Nelip Martyna Synoradzka Magdalena Piekarska Danuta Dmowska-Andrzejuk                        | Szermierka           | szpada drużynowo      |          | 9 października  |
| Brąz   | Maria Cześnik Agnieszka Jerzyk Paulina Kotfica Hanna Matysiak Magdalena Mielnik                  | Triathlon            | drużynowo             |          | 10 października |
| Brąz   | Monika Drybulska                                                                                 | Lekkoatletyka        | maraton indywidualnie | 2:32:20  | 11 października |

### Miksty
| Medal | Zawodniczka                        | Dyscyplina           | Konkurencja       | Rezultat | Data            |
| ----- | ---------------------------------- | -------------------- | ----------------- | -------- | --------------- |
| Złoto | Oktawia Nowacka Jarosław Świderski | Pięciobój nowoczesny | sztafeta mieszana |          | 10 października |

### Podział medali wg dyscyplin
| 1 | Bieg na orientację   | 1  | 0  | 0  | 1  | 0 | 0 | 1 | 0 | 0 | 0  |
| 2 | Judo                 | 4  | 0  | 2  | 2  | 0 | 0 | 0 | 0 | 2 | 2  |
| 3 | Lekkoatletyka        | 15 | 4  | 4  | 7  | 2 | 3 | 4 | 2 | 1 | 3  |
| 4 | Pięciobój morski     | 2  | 0  | 2  | 0  | 0 | 2 | 0 | 0 | 0 | 0  |
| 5 | Pięciobój nowoczesny | 2  | 2  | 0  | 0  | 0 | 0 | 0 | 1 | 0 | 0  |
| 6 | Pływanie             | 7  | 3  | 1  | 3  | 2 | 0 | 3 | 1 | 1 | 0  |
| 7 | Szermierka           | 7  | 1  | 2  | 4  | 0 | 1 | 0 | 1 | 1 | 4  |
| 8 | Triatlon             | 2  | 0  | 1  | 1  | 0 | 0 | 0 | 0 | 1 | 1  |
| 9 | Zapasy               | 2  | 0  | 1  | 1  | 0 | 1 | 1 | 0 | 0 | 0  |
|   | Ogółem               | 42 | 10 | 13 | 19 | 4 | 7 | 9 | 5 | 6 | 10 |

## Polscy multimedaliści na igrzyskach wojskowych 2015
W sumie 5 polskich sportowców zdobyło co najmniej dwa medale, w tym 1 złoty.
| Zawodnik/Zawodniczka | Dyscyplina              | Medale |
| -------------------- | ----------------------- | ------ |
| Tomasz Polewka       | Pływanie                |        |
| Iwona Lewandowska    | Lekkoatletyka – maraton |        |
| Oktawia Nowacka      | Pięciobój nowoczesny    |        |
| Marcin Chabowski     | Lekkoatletyka – maraton |        |
| Anna Dowgiert        | Pływanie                |        |